# Bundgarn
Bundgarn er et stationært fangstredskab til erhvervsfiskeri i det såkaldte bundgarnsfiskeri. Bundgarn er beslægtede med de som oftest noget mindre narreværk. Begge garntyper har en rad og fangarme, som sluser fiskene ind i rusen, hvorfra de ikke kan svømme ud igen på grund af rusens konstruktion med de særlige tragte, kaldet kalve. Fangarmene (gården) når fra bunden til et lille stykke over vandoverfladen (måske 30-40 centimeter) og strammes ud mellem pæle lavet af træstammer (ofte gran i smult vande, men solidere træsorter på dybt vand ved kyster med megen vind og strøm). Raden er et net spændt ud i en lang linje vinkelret ud fra kysten. Helt inde ved kysten er raden fastgjort til en pæl. Det er den også i modsatte ende, hvor den leder fiskene ind i armene. Ligesom armene går raden fra bunden til et lille stykke over vandoverfladen. I spændet mellem den inderste pæl og den afsluttende pæl ved gården kan raden holdes oppe af enten pæle eller som flyderad med flåd. En flyderad strammes ud mod bunden af lodder, oftest af bly.
Den primære forskel mellem et narreværk og et bundgarn er, at bundgarnet har fået syet en bund i sin gård. Ofte er gården også af en mere avanceret tilvirkning, end det er tilfældet i et narreværk. Der kan således være en stor kalv allerede her og ikke kun i selve rusen for enden af gården. Dette gør det endnu sværere for fiskene at svømme ud igen. De er så at sige fanget allerede inden, de er kommet ind i rusen.

## Bundgarnsfiskeri
Bundgarnsfiskeri er en form for fiskeri, som foregår kystnært, idet fiskeredskaberne er placeret på havbunden. Fiskeriet foregår både i saltvand og ferskvand. I ferskvand vil fangsten ofte være ål og aborre, og i mindre omfang gedde og sandart. I saltvand vil det foruden ål typiske være torskefisk, ålekvabbe og fladfisk. Men i saltvandsfiskeriet er fangsten ofte langt mere varieret end i ferskvand.
Fiskeredskaberne er enten i form af garn, som er fastgjort til stedet ved brug af bundgarnspæle, eller som kasteruser med bøjer til at markere placeringen, så ejerne og de sejlende kan få øje på deres placering. Det er især ålene, som dette fiskeri rettes imod. Og for de fiskere, som hvert år skal henholdsvis ramme og trække pæle til fiskeriet ligger der et stort forarbejde med klargøring af garn og pæle. Dette arbejde sker i løbet af vinter og forår, og om efteråret skal det hele så på land igen. Det er vigtigt, at garn og pæle kommer på land, inden en evt. isvinter sætter ind, idet fiskerne ellers risikerer at miste begge dele, og et sådant tab er ganske kostbart både i materialer og arbejdsløn. Bundgarnsfiskeriet har i de senere år været i tilbagegang på samme måde, som meget andet fiskeri, men man kan stadig ved mange kyster se de lange rækker af pæle som strækker sig vinkelret ud fra kysten.